# Hieronymus Proske

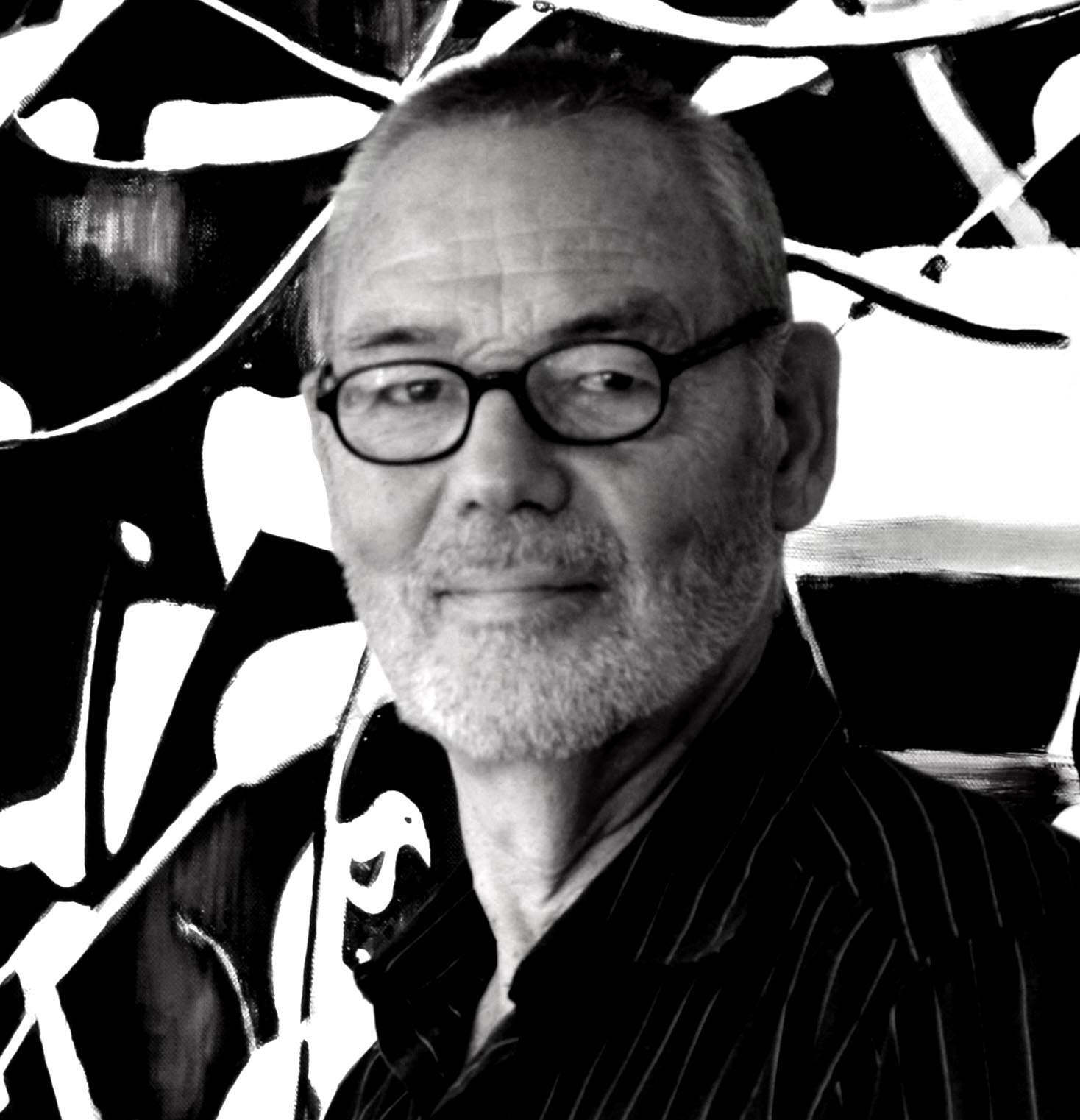
Hieronymus Proske

Hieronymus Proske (* 1948 in Wien) ist ein zeitgenössischer deutscher Maler und Filmemacher.

## Leben und Werk
Hieronymus Proske studierte von 1966 bis 1969 an Universität der Künste Berlin bei Jürgen Spohn, sowie von 1975 bis 1979 an der Hochschule für bildende Künste in Hamburg Visuelle Kommunikation. 1980 erhielt er ein Förderstipendium des DAAD das ihm einen Aufenthalt an die New York University ermöglichte. Er lebt und arbeitet in Hamburg und Lüchow-Dannenberg. Hieronymus Proske ist verheiratet mit der Moderatorin und Journalistin Iha von der Schulenburg.

## Filmproduzent und Drehbuchautor
Als Filmproduzent und Drehbuchautor galt sein besonderes Interesse der Comedy. Dabei entwickelte er u. a. das  Comedyformat Harald und Eddi mit Harald Juhnke und Eddi Arent.
Film-/Fernsehproduktionen (Auswahl):
- 1976: Tue Recht und scheue Niemand (Regie: Hieronymus Proske, Roswitha Ziegler und Niels Bolbrinker)
- 1985–1986: Großstadtrevier (mit Jan Fedder, Heinrich Brix, Regie: Jürgen Roland)
- 1987–1989: Harald und Eddi (Mit Harald Juhnke und Eddi Arent, Christine Kaufmann, Margret Homeyer, Karen Friesicke, Günther Kaufmann. Regie: Stefan Lukschy)
- 1990–1993: Comedy Club (Peer Augustinski, Dirk Bielefeldt, Regie: George Moorse)
- 1993: Das Double (Komödie mit Harald Juhnke, Nicole Heesters. Regie: Ralph Hüttner)
- 1994–1995: Non-stop Comedy (Jan Fedder, Peter Heinrich Brix, Hans Peter Korff. Regie: George Moorse)
- 1996–1998: Evelyn Hamann Specials (Friedrich von Thun, Hildegard Krekel, Gerd Baltus, Billy Zockler u.v.a.)
- 2005: Engel & Joe (Kinofilm mit Robert Stadlober und Jana Pallaske, Regie: Vanessa Jopp)

Verband Deutscher Drehbuchautoren (Gründungsmitglied)
Filmförderung Hamburg Schleswig-Holstein (Gründungsmitglied)
Lehraufträge (Auswahl):
- Bertelsmann Stiftung
- Studio Hamburg
- Drehbuchwerkstatt Hamburg e.V.

## Bildender Künstler
Proskes künstlerisches Werk ist geprägt durch Landschaftsbilder. Mit seiner besonderen Technik entfernt sich der Künstler zunehmend vom Realismus der Bildvorlage und verleiht dem Gemälde den Charakter einer flüchtigen Erinnerung. Seit 2017 entstehen dabei vermehrt abstrakte, an Wasseroberflächen erinnernde Landschaften. In der Gegenüberstellung vom ruhigen landschaftlichen Raum, als Symbol für das Geistige in der Natur einerseits und vom dynamischen  Prozess eines Übergangs andererseits, der wie ein intensiver Bewegungsreflex, von des Malers filmischer Vergangenheit herrührt, bleibt Proske auch damit seiner metaphorischen Bildsprache treu. Seine Werke sind in zahlreichen Galerien im In- und Ausland vertreten. Seine Arbeiten befinden sich als eigene Sammlung in der Sparkassenstiftung Lüneburg.
Einzelausstellungen (Auswahl):
- 2000 Galerie Rose, „Ein Gefühl von Weite“, Hamburg
- 2002 Galerie Hell, „Das blaue vom Himmel“, München
- 2002 Kreissparkasse Lüchow-Dannenberg, „Einblicke“, Lüchow-Dannenberg
- 2004 Galerie Peters-Barenbrock, „Places to be“, Berlin
- 2007 Galerie G, Heidelberg
- 2010 Galerie Georg Molitoris, Hamburg
- 2012 Kunstkammer im Westwendischen Kunstverein e.V., „Open Landscapes“, Gartow
- 2013 Fabrik der Künste und Galerie Georg Molitoris, Werkschau Hamburg
- 2015 HOLTHOFF-MOKROSS Galerie, LICHTSPIELE, Hamburg
- 2016 Museum im Waldemarturm, Fährmann gib acht, Dannenberg
- 2020 GALERIE HOLTHOFF, jador, Hamburg

Ausstellungsbeteiligungen (Auswahl):
- 1999 Galerie Rose, Hamburg
- 2004 Kunstwestthüringer Kunstverein, Mühlhausen
- 2005 Galerie Peter-Barenbrock, Ahrenshoop
- 2005 Galerie Radicke, St. Augustin/Bonn
- 2005 Deutsches Kulturinstitut, Tartu, Estland
- 2006 Casa Carbone Lavagna, Italien
- 2006 Galerie Roland Aphold, Allschwil/Basel, Schweiz
- 2006 Galerie G, Heidelberg
- 2006 Galerie Peter-Barenbrock, Ahrenshoop
- 2006 Art Karlsruhe, mit Galerie Hell, München
- 2007 Kunstverein Neumünster, und Stadtraum, nordskulptur:licht, Sager-Hallen, Neumünster
- 2007 ART Karlsruhe, mit Galerie Hell, München
- 2008 Galerie Hell, München
- 2008 Deutsches Kulturinstitut Tartu, Estland
- 2009 Kunstraum Heiddorf, Neu Kaliß
- 2009 Galerie Born, Born/Darß
- 2010 Kunstforum Markert, Hamburg
- 2010 Galerie Hell, München
- 2010 Galerie Roland Aphold, Allschwil/Basel, Schweiz
- 2012 Biblioteca Statale Stelio Crise di Trieste, Triest, Italien
- 2012 ARTUlm Messe, Ulm
- 2013 Galerie Molitoris im Kontorhausviertel, Hamburg
- 2013 Cologne Paper Art vertreten durch Galerie Molitoris, Köln
- 2014 ZEITGLEICH, BBK, Lüneburg
- 2014 Kunstforum Markert Gruppe, MY LANDSCAPE IS YOUR LANDSCAPE (kuratiert von Prof. Claus Friede), Hamburg
- 2014 Westwendischerkunstverein e.V., MY LANDSCAPE IS YOUR LANDSCAPE (kuratiert von Prof. Claus Friede), Gartow
- 2014 Cologne Paper Art, vertreten durch Galerie Molitoris, Köln
- 2015 Westwerk, Hamburg
- 2015 Kunsthalle Faust, MY LANDSCAPE IS YOUR LANDSCAPE (kuratiert von Prof. Claus Friede) anlässlich des Festivals: „Boondocks II Hanover“, Urbane Wildnis, Hannover
- 2015 Gerisch Stiftung, MY LANDSCAPE IS YOUR LANDSCAPE (kuratiert von Prof. Claus Friede), Neumünster
- 2016 ART Karlsruhe, mit Kunst - Kompetenz Petra Kern, Heidelberg
- 2017 Galerie Radicke, landschaftliches, Bonn/St. Augustin
- 2018–2020 ART Karlsruhe, mit Kunst - Kompetenz Petra Kern, Heidelberg
- 2020 MOKROSS Galerie, Zeichnungen, Internationale Wirtschaftskanzlei Taylor-Wessing, Hamburg